# Malaeloa/Ituau
Malaeloa/Ituau è un villaggio delle Samoa Americane appartenente alla contea di Tualatai del Distretto occidentale.